# Huisseau-sur-Cosson
Huisseau-sur-Cosson is een gemeente in het Franse departement Loir-et-Cher (regio Centre-Val de Loire). De plaats maakt deel uit van het arrondissement Blois. Huisseau-sur-Cosson telde op 1 januari 2022 2.293 inwoners.

## Geografie
De oppervlakte van Huisseau-sur-Cosson bedroeg op 1 januari 2022 22,79 vierkante kilometer; de bevolkingsdichtheid was toen 100,6 inwoners per km².
De onderstaande kaart toont de ligging van Huisseau-sur-Cosson met de belangrijkste infrastructuur en aangrenzende gemeenten.

## Demografie
Onderstaande figuur toont het verloop van het inwonertal (bron: INSEE-tellingen).